# 藤田医科大学病院

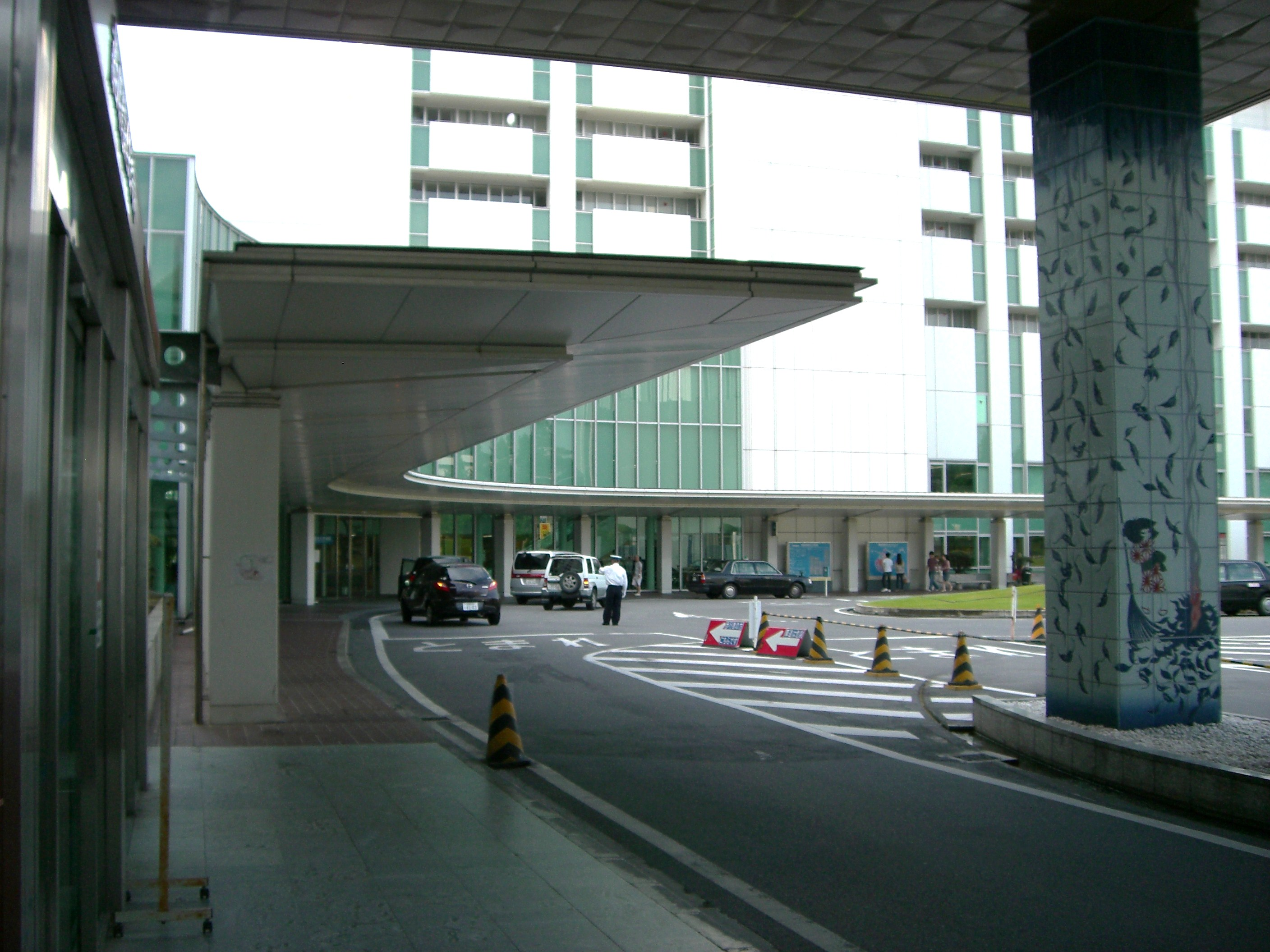
南玄関前から見た正面玄関

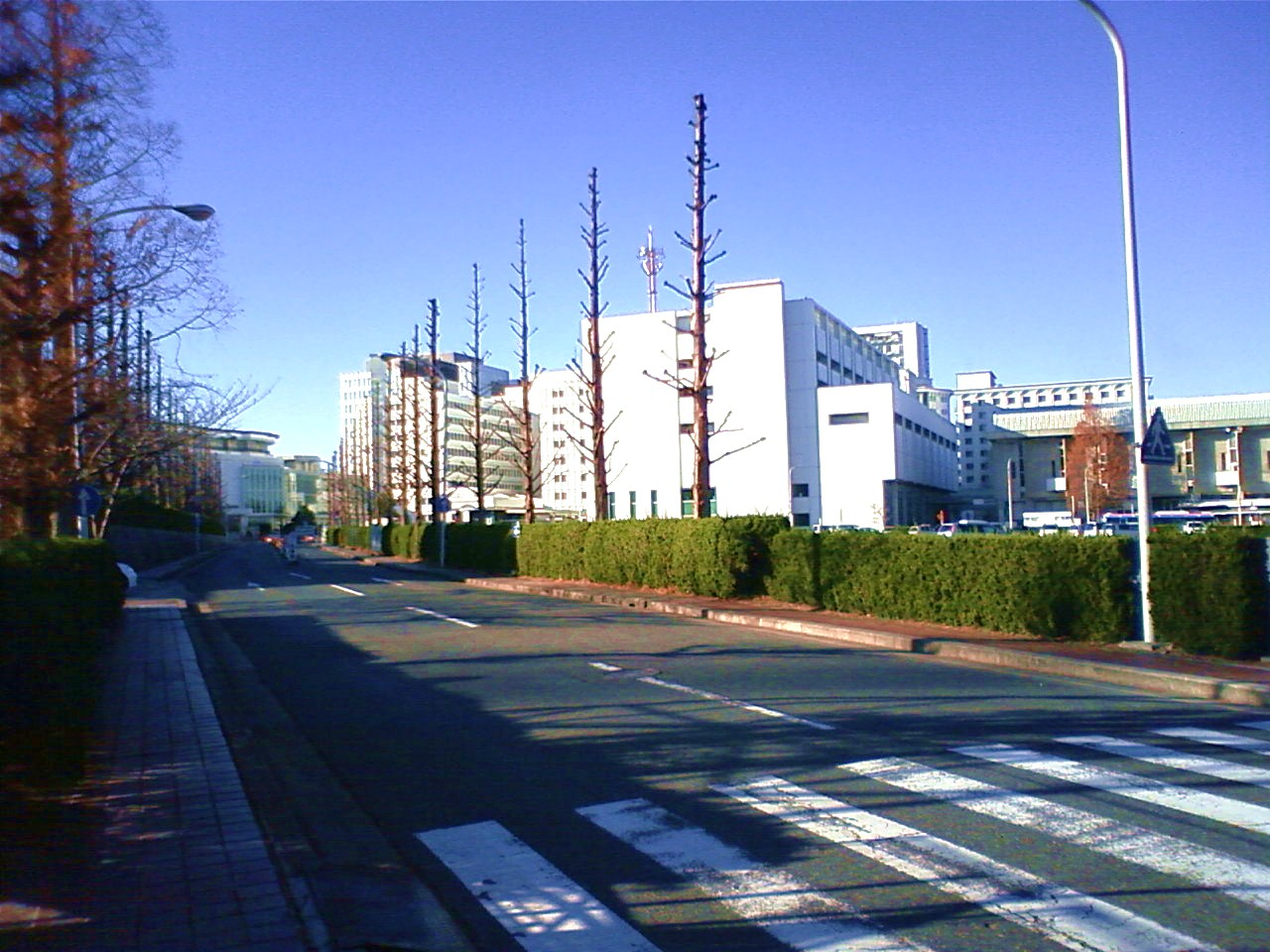
病院へ向かうあけぼの杉の並木

藤田医科大学病院（ふじたいかだいがくびょういん）は、愛知県豊明市にある藤田医科大学の大学病院である。

## 概要
病床数は1,376床であり、単一の病院として国内最多である。愛知県に2施設ある基幹災害医療センター、高度救命救急センター、特定機能病院その他の機能を有する。

## 沿革
- 1973年（昭和48年）
  - 5月29日：「名古屋保健衛生大学病院」として開設。
  - 6月1日：保険医療機関の指定を受ける。
  - 10月1日：総合病院の承認を受ける。
- 1979年（昭和54年）4月5日：救命救急センターを設置。
- 1984年（昭和59年）6月：「藤田学園保健衛生大学病院」に改称。
- 1991年（平成3年）4月：「藤田保健衛生大学病院」に改称。
- 1996年（平成8年）
  - 10月22日：エイズ治療拠点病院の指定を受ける。
  - 11月26日：災害拠点病院の指定を受ける。
- 2004年（平成16年）5月1日：特定機能病院の承認を受ける。
- 2006年（平成18年）6月19日：日本医療機能評価機構認定Ver5.0を取得。
- 2011年（平成23年）6月3日：日本医療機能評価機構認定Ver6.0を取得。
- 2012年（平成24年）9月：低侵襲画像診断・治療センター竣工。
- 2016年（平成28年）6月3日：日本医療機能評価機構認定3rdG:Ver1.1を取得。
- 2018年（平成30年）
  - 1月：国際医療センターやリハビリテーション施設を備えた新B棟完成[2]。
  - 10月10日：「藤田医科大学病院」に改称[3]。
- 2019年（令和元年）12月18日：入院患者を対象としたインターネットラジオ放送局「フジタイム」を開局[4]。スマートフォンでQRコードを読み込むことで、24時間聞くことができる仕組みで、2週間ごとに番組が更新される[4]。
- 2021年（令和3年）
  - 4月：愛知県庁より高度救命救急センターに指定される[5]。
  - 9月1日：白木良一が病院長に就任[6]。
  - 9月3日：日本医療機能評価機構認定3rdG:Ver2.0を取得。
- 2024年（令和6年）
  - 5月1日：核医学専用施設「セラノスティクスセンター」が開所[7]。

## 診療科目
- 内科
  - 内科初診・一般内科
  - 遺伝カウンセリング外来
  - 循環器内科
  - 呼吸器内科・アレルギー科
  - 消化器内科
  - 血液内科・化学療法科
  - リウマチ・膠原病内科
  - 腎内科
  - 内分泌・代謝内科
  - 神経内科
- 外科
  - 消化器外科
    - 初診
    - 肝臓・脾臓
    - 胆臓・膵臓
    - 食道・胃・十二指腸
    - 小腸・結腸・直腸・肛門

  - 小児外科
  - 心臓血管外科
  - 呼吸器外科
  - 内分泌外科
  - 乳腺外科
- 精神科
- 小児科
- 形成外科
- 脳神経外科
- 整形外科
- 皮膚科
- 泌尿器科
- 産科・婦人科
- 眼科
- 耳鼻咽喉科・気管食道科
- 放射線科
- リハビリテーション科
- 麻酔科（麻酔科1・麻酔科2）・ペインクリニック
- 歯科口腔外科・小児歯科・矯正歯科
- 臨床検査部
- 病理部
- 救急部
- 心臓血管センター（循環器内科と心臓血管外科の共管）[8]
- 高度救命救急センター
- 医療安全部

## 施設
建物はA棟、B棟、C棟、外来棟、検査棟、放射線棟で構成され、病院内又は学園敷地内に以下の施設がある。2022年（令和4年）5月には、外来棟に隣接してフジタモールが開業した。
- 藤田医科大学病院内簡易郵便局[9]
- キャッシュサービス
  - 三菱UFJ銀行、三井住友銀行、岡崎信用金庫
- ファミリーマート（2ヶ所）
  - A棟地下1階とフジタモール2階にある。前者は24時間営業。
- 丸善書店
- レストピアふじた（レストラン）
- ドトールコーヒーショップ
  - 外来棟2階にある。
- さわやか図書コーナー
- 談話室
- フジタホール東庭
- 桜の園碑
- フジタモール
  - カフェ・ド・クリエ
  - 宮きしめん
- 駐車場（計1,179台）[10]
  - 第一駐車場（355台）
  - 第二駐車場（293台）
  - 第三駐車場（531台）

## 医療機関指定
出典
| 特定機能病院                                           | エイズ拠点病院                                 | 災害拠点病院（基幹災害拠点病院） |
| 地域がん診療連携拠点病院                               | 肝疾患診療連携拠点病院                         |                                  |
| 救急指定病院告示                                       | 総合周産期母子医療センター                     |                                  |
| DPC対象病院                                            | 労働者災害補償保険法による医療機関             |                                  |
| 地方公務員災害補償法による医療機関                     | 原爆援護法（一般医療）                         |                                  |
| 原爆援護法（認定疾病）                                 | 母子保健法（妊娠乳児健康診査）                 |                                  |
| 母子保健法（療養医療）                                 | 生活保護法による医療機関                       |                                  |
| 障害者自立支援法（育成医療）                           | 障害者自立支援法（更生医療）                   |                                  |
| 障害者自立支援法（精神通院医療）                       | 身体障害者福祉法による医療機関                 |                                  |
| 感染症予防・医療法                                     | 臨床修練指定病院（外国人医師、外国人歯科医師） |                                  |
| 難病の患者に対する医療等に関する法律による指定医療機関 | 児童福祉法による指定小児慢性特定疾病医療機関   |                                  |
| 応急入院指定病院                                       | 特定病院（精神科病院）精神保健福祉法指定病院   |                                  |
| 特定不妊治療費助成事業                                 | がんゲノム医療連携病院                         |                                  |
| 愛知県アレルギー疾患医療拠点病院                       | 小児がん連携病院                               |                                  |
| 高度救命救急センター                                   | 基幹型臨床研修病院                             |                                  |

## 交通アクセス
名鉄名古屋本線「前後駅」から名鉄バスに乗り換え「藤田医科大学病院」で下車、標準所要時間は約15分。この系統の4分の1は更に先の名古屋市営地下鉄桜通線「徳重駅」、8分の1は名古屋市営地下鉄鶴舞線・名鉄豊田線「赤池駅」にも乗り入れており、これらの駅からも利用できる。所要時間は徳重駅から約16分、赤池駅から約38分。
名古屋市営地下鉄桜通線「鳴子北駅」（鳴子16）または「徳重駅」（徳重13）から名古屋市営バスに乗り換え「藤田医科大学病院」で下車。所要時間は鳴子北駅から約26分、徳重駅から約16分。
名古屋市営地下鉄鶴舞線「原駅」から名古屋市営バス徳重13号系統に乗り換え「藤田医科大学病院」で下車、所要時間は約33分。 
この他にも名古屋市営地下鉄桜通線「神沢駅」やJR東海道本線「大高駅」、JR東海道本線「南大高駅」、名鉄名古屋本線「有松駅」から名古屋市営バスに乗り換えてもアクセスできるが、巡回系統（徳重巡回および緑巡回）であるために本数が少ないうえ、大回りになる。大高駅からは約40分。
一般路線バスの他に、豊明市公共施設巡回バス「ひまわりバス」も乗り入れている。中央循環コースを利用できる。ひまわりバスは名鉄バスでは直通できない豊明市役所や豊明文化会館、名鉄名古屋本線「豊明駅」などからのアクセスも担っている。
自家用車での患者および病院訪問者のために、病院玄関と第3駐車場とを結ぶ無料巡回バスも運行されている。
乗合送迎サービス「チョイソコ」も不定期に乗り入れている。
2021年（令和3年）4月1日には、当院とららぽーと愛知東郷を直接結ぶバス路線（東郷・藤田医大バス）が新設された。
名鉄名古屋本線「前後駅」や「中京競馬場前駅」から徒歩で30～40分程度。

## 関連病院 ・診療所
- 藤田医科大学ばんたね病院
- 藤田医科大学七栗記念病院
- 藤田医科大学中部国際空港診療所
- 藤田医科大学岡崎医療センター